# 娛樂頭條

娛樂頭條由2013年3月18日至2017年3月31日的畫面

《娛樂頭條》（英語：EXTRA）是香港TVB娛樂新聞台製作的一個娛樂新聞節目，逢香港時間星期一至五晚上11時45分在同台的主要中文頻道翡翠台播出。

## 節目歷史
此節目於2009年3月30日首播，歷經多次調動。
早期設有環節由娛樂新聞台的主播輪流主持，2016年改革後取消此形式，只採用新聞片段剪輯配以旁白的形式。
曾於2021年6月起停播約半年，12月6日復播，並重新加入主持環節。

## 節目環節
節目主要以當日的娛樂新聞作報道，而報道形式和無綫娛樂新聞台的《娛樂新聞報道》相同；惟節目和《娛樂新聞報道》是有別的，節目以「娛樂大事件」、「搶閘頭條」以及「出爐猛料」作頭條新聞式報道。

## 主持
2021年12月復播後首日主持為周奕瑋，後計有許文軒、鄭衍峰、廖慧儀、陳婉衡、王鎮泉、朱斐斐、莊易羚、詹可琳、潘盈慧、鞏姿希、黎文傑、蕭文諾、賴彥妤等人擔任主持。

## 爭議
2010年7月至8月期間TVB在《娛樂頭條》及另一資訊節目《東張西望》加插大量宣傳電影《翡翠明珠》的內容，翌年被廣播事務管理局裁定違反當時的業務守則，各罰款六萬港元。兩節目又曾因宣傳TVB旗下的收費電視平台「myTV SUPER」，在2017年被通訊事務管理局（已與廣管局合併）發出警告，TVB不服並提出司法覆核。